# Ołdrzychów
Ołdrzychów (niem. Ullersdorf a. Queis) – dawna wieś, od 31 grudnia 1959 północna część miasta Nowogrodźca na Dolnym Śląsku, w woj. dolnośląskim, w powiecie bolesławieckim, w gminie miejsko-wiejskiej Nowogrodziec.
Rozpościera się wzdłuż ulic: Ołdrzychowskiej, Strzeleckiej, Garncarskiej, Fabrycznej, Norwida i Wąskiej.
Od 1945 w Polsce. W latach 1946–1954 wieś w gminie Milików, a w latach 1954–1959 siedziba gromady Ołdrzychów.
W Ołdrzychowie znajduje się zlikwidowana w 2005 roku stacja kolejowa Ołdrzychów oraz kopalnie surowców mineralnych Surmin-Kaolin S.A.i klinkiernia "Ołdrzychów" Sp. z o.o. (producent cegły klinkierowej).